# Бабаев, Эдуард Григорьевич
Эдуа́рд Григо́рьевич Баба́ев (30 июля 1927, Ташкент — 11 марта 1995, Москва) — советский и российский литературовед, доктор филологических наук (1990), профессор МГУ; видный толстовед; текстолог; поэт; мемуарист. Занимался историей русской литературы и журналистики XIX века, в частности творчеством Л. Н. Толстого.

## Биография

### Ташкентский период
Эдуард Григорьевич Бабаев родился в Средней Азии. Отец — Григорий Нерсесович Бабаев (Бабаян) — военный инженер — служил в штабе Туркестанского военного округа. Мать — Сирануш Айрапетовна Бабаева (урожд. Тер-Григорьянц) окончила медицинский факультет университета в Ташкенте. Родители были выходцами из Нагорного Карабаха (г. Шуша).
В Ташкенте учился первоначально в Транспортном институте, потом на физмате САГУ, потом на филфаке.
Подростком в Ташкенте познакомился с Анной Ахматовой, эвакуированной из блокадного Ленинграда, Алексеем Николаевичем Толстым, Корнеем Ивановичем Чуковским, Надеждой Яковлевной Мандельштам. Он сохранил список неопубликованных стихов О. Э. Мандельштама, известный как «Ташкентский список». Вдова Мандельштама, Надежда Яковлевна, раздавала списки многим надежным людям, гадая — кто сохранит, не испугается. Бабаеву был доверен «рукописный чемодан» с первыми экземплярами. Бабаев оказался единственным, кто выдержал, и не сжег, и продержался до конца, до реабилитации поэта, и сам отдал чемодан Надежде Яковлевне, но не был ею упомянут как хранитель по закону воздаяния за каждое доброе дело.

### Работа в Государственном музее Л. Н. Толстого
В 1961 году в приехал в Москву для защиты кандидатской диссертации по роману Л. Толстого «Анна Каренина». Бабаева приняли в избранный круг толстоведов, вскоре он стал научным сотрудником музея Л. Н. Толстого. Новизна и смелость научной мысли, неординарность и яркость личности снискали Эдуарду Григорьевичу авторитет среди музейных сотрудников… Вскоре его назначили заместителем директора по научной работе. Эдуард Григорьевич сумел создать в коллективе особую атмосферу духовного общения. Отличаясь глубокой, всесторонней философской эрудицией, он стремился расширить горизонт ординарных представлений музейщиков в области истории культуры.
Для музея настало замечательное время — это был поистине период расцвета толстоведения, когда в науке активно трудились Н. Н. Гусев, Н. К. Гудзий, Т. Л. Мотылева, К. Н. Ломунов, Е. Н. Купреянова и др. Все в музее, кто по-настоящему любил Толстого, буквально боготворили Бабаева. Его умение глубоко и неординарно прочитать знакомый текст Толстого, его неожиданные ряды ассоциаций, огромная эрудиция завораживали, вызывали преклонение и какой-то священный трепет. В его крошечном кабинете на втором этаже он воспринимался как небожитель, которому подвластно все в изучении Толстого. «Толстой — это лабиринт, - говорил он, -  многие пали в этом лабиринте, так и не пройдя его.»

### Преподавание на факультете журналистики МГУ им. М. В. Ломоносова
В начале 1970-х перешел на работу в Московский государственный университет имени М.В. Ломоносова, где преподавал на кафедре истории русской литературы и журналистики факультета журналистики, в 1990 году защитил докторскую диссертацию «Л. Н. Толстой и русская журналистика его эпохи».
Результатом чтения в МГУ курса лекций по истории русской литературы XIX в. стал ряд значительных исследований Бабаева о творчестве Пушкина, Герцена, Лескова. В 1984 г. в издательстве МГУ вышла его книга «Из истории русского романа. Пушкин. Герцен. Толстой». Однако основные работы были по-прежнему посвящены Толстому. Э. Г. Бабаеву принадлежит одно из основополагающих толстоведческих исследований — «Лев Толстой и журналистика его эпохи». Книга, изданная в 1978 г., вызвала многочисленные хвалебные рецензии.
Студенты его любили. Огромная университетская аудитория была переполнена, когда лекцию читал Бабаев. Студенты и коллеги воспринимали Э. Г. Бабаева «не как популяризатора классики и даже не интерпретатора её, но как доверенное лицо с характерным для него лаконичным „строфическим стилем“…<…> он внушал аудитории, что русская литература не только „предмет“, но что она, действительно, существует, пульсирует в современности, как живой организм, а нас, студентов он называл не иначе как его „собеседниками“». Лекции Бабаева неизменно заканчивались аплодисментами, пропускать их считали недостойным даже отъявленные двоечники.
Бабаев руководил многими курсовыми и дипломными работами, вел спецсеминары о Толстом.
На факультете журналистики проработал много лет, читал лекции по истории русской литературы до последнего дня своей жизни.
Эдуард Григорьевич Бабаев — учёный и поэт, тонкий мемуарист, проницательный исследователь современной литературы и блистательный университетский лектор, собиравший слушателей с разных факультетов. Природу художественного творчества он ощущал артистично, поражая интуицией и неожиданностью догадок. Живое дыхание неумирающей культуры передавалось каждому, кто слушал его или читал, или имел счастье беседовать с ним. Он воспитал целую плеяду ученых, писателей, журналистов, музейных работников, научив их угадывать и беречь талант как высшую ценность.
Похоронен на Калитниковском кладбище.

## Семья
Был женат на художнице Майе Михайловне Левидовой (1921—2012), дочери писателя Михаила Левидова.

### Поэзия. Проза. Переводы.
Книги
- Гость из Язъявана. — Ташкент, 1962
- Кратчайшие пути. Стихи. — М., Советский писатель, 1969. — 104 с.
- Чья это собака? — М., Детская литература, 1969.
- Джейраны. Рассказы. — М., Детская литература, 1971.
- Я хочу видеть укротителя. Повесть. — М., Детская литература,1972.
- Алмаз. Стихи. — М., Детская литература, 1975.
- Дружка. Повесть. — М., Детская литература, 1976.
- Новоселье. Повесть. — М., Детская литература, 1978.
- Солнечные часы. Стихи. — М., Советский писатель, 1979. — 104с.
- След стрелы. Рассказы и повести. — М., Советский писатель, 1980. — 239 с. Архивная копия от 1 июля 2016 на Wayback Machine
- Доверие. Стихотворения и поэмы. — М., Молодая гвардия, 1986. — 126 с.
- Новоселье. Рассказы и повести. — М., Детская литература, 1989. - 144 с.
- Собиратель трав. Монолог-поэма. — М., 1995. С. 8

Публикации в периодике. Переводы
- В горах. Стихи // Юность. — 1955. — № 4. — С. 17.
- Кымгансан. Поэма // Ким Цын Сон. Когда акация цветет. Перевод с корейского. — Ташкент, 1956.
- Гость из Яз-Явана. Рассказ // Пионер. — 1957. № 4. — С. 22-26.
- Гость из Яз-Явана. Джинн. Рассказы // Рассказы детям. — Ташкент, 1958.
- Водолаз и др. стихи // Кудрат Хикмат. Новая книга. Перевод с узбекского. — Ташкент, 1958.
- Газели Фурката // Фуркат. Избранные произведения. — Ташкент, 1958.
- Рамазан и др. стихи // Хамза Хакимзаде Ниязи. Соч.: В 2 т.- Т.1: Стихи и песни. Перевод с узбекского. — Ташкент, 1960.
- Сказка о воробье // Шукур Сагдулла. Сказка о воробье. — Ташкент, 1961.
- Газели и мухаммасы Фурката // Фуркат. Избранное. — Ташкент., 1963.
- Дорога. Полустанок. Дома. Стихи // Москва. — 1964. — № 8. — С.4.
- Хлопок. Канал. Стоянка. Каракумы. Стихи // Звезда Востока. — 1984. — № 11. — С. 48.
- Базар. «Остынут пески…», «Казалось, не приду…». Стихи // Литературная Россия. — 1965. — № 12.
- С фронта. Тишина. Стихи // Московская правда. — 1965. — № 91.
- Воспоминание о войне. С фронта. Тишина. Стихи // Москва. — 1965. — № 5. — С. 142.
- Из пиренейских песен // Пьер Гамарра. Пиренейская рапсодия. Перевод с французского. М., 1965. — С. 31-45.
- Старый тугодум. Двенадцать. Перевал. Стихи // Звезда Востока. — 1966. — № 2. — С. 68.
- Поэзия не признает разрывов // Вопросы литературы. — 1966. — № 3. — С. 33-34.
- «Пустые лодки на приколе…» Стихи // Литературная газета. — 1966. — № 97. — С. 3.
- Лефортово. «Сквозь толстый слой камней, песка и глины…». Весна. Стихи // Москва. — 1967. — № 4. — С. 148.
- Деревья. Белая дорога. Стихи // Звезда Востока. — 1968. — № 6.
- Чья это собака? Рассказ // Неделя. — 1968. — 28 апреля. — С. 20.
- Хор. Стихи // Литературная Россия. — 1968. — № 29. — С. 24.
- В город входить нельзя" // Смена. — 1968. — № 6.-С. 9.
- Рамазан и др. стихи // Хамза Хакимзаде Ниязи. Избранное. Б-ка «Огонька». — М., 1970.
- Рамазан и др. стихи // Хамза Хакимзаде Ниязи. Избранные произведения. Библиотека поэта. Большая Серия. — Л., 1970.
- Я хочу видеть укротителя. Повесть // Пионер. — 1972. — № 3. — С. 3-20.
- Из тянь-шаньской тетради. Стихи // Новый мир. — 1973. — № 1. — С. 172—173.
- Эхо. Стихи // Пионер. — 1973. — № 3. — С. 65.
- Накануне. Турксиб. Стихи // Юность. — 1974. — № 5. — С. 21.
- «Сад дремал» и др. стихи // Геворг Эмин. «Я людей полюбил, все что в них человечно». Перевод с армянского // Знамя. — 1974. — № 11. — С. 147—148.
- «Так города растут» и др. стихи // Литературная Россия. — 1975. — № 5. — С. 10.
- Севан. Камень. Стихи // Литературная Армения. — 1975. — № 2. — С. 40-41.
- День в иностранном легионе. Стихи Рида Уитемора // Современная американская поэзия. Перевод с английского. — М., 1975. — С. 323—326.
- Письмо воображаемому другу. Стихи Томаса Макграта // Современная американская поэзия. Перевод с английского. — М., 1975. — С. 345—350.
- «Грустная песенка» и др. стихи Геворга Эмина. Перевод с армянского // Наш современник. — 1975. — № 12. — С. 90-91.
- Благородная Бухара. Обыкновенные слова. Летающая модель. Рассказы // Юность — 1976. — № 8. — С. 15-20.
- «Люблю» и др. стихи Геворга Эмина. Перевод с армянского // Юность. — 1976. — № 12. — С. 25.
- Эхо. Родник. Стихи. Перевод с русского // Пионер канч. — 1976. — № 97.
- Матендаран и др. стихи Сурена Мурадяна. Перевод с армянского // Коммунист. — 1977. -№ 25. — С. З.
- Горячий цех. Поэма // Смена. — 1977. — № 19. — С. 9-11.
- Ночная смена. Электросварка. Ромашка. Стихи // День поэзии. — М., 1979. — С. 18-19.
- «Грустная песенка» и др. стихи Геворга Эмина // Геворг Эмин. Привет тебе, радость. Перевод с армянского. — М., 1978.
- «Грустная песенка» и др. стихи Геворга Эмина // Геворг Эмин. Избранные произведения: В 2 т. — Т.1: Стихи. Перевод с армянского. — М., 1979.
- Рамазан и др. стихи Хамзы // Хамза. Избранное. Перевод с узбекского. — М., 1979.
- Летающая модель. Рассказ // О. В. Вишнякова. Короткие рассказы советских писателей. — М., 1979.
- Ритм. Стихи Геворга Эмина // Наш современник. −1980, — № 11. — С. 16.
- Турнир. Трое. Весна. Рассказы // Юность. — 1980. — № 7. — С. 38-42.
- Зима в Ташкенте. Повесть // Октябрь. — 1980. — № 9. — С. 93-110.
- "Подкатывая прямо к тротуару… " Стихи // Неделя. — 1981. — № 33.- С. 7.
- Электросварка. Стихи // Календарь «В мире прекрасного». −1981. — 30 марта-5 апреля.
- Газели фурката // Фуркат. Избранное. Перевод с узбекского. — Ташкент, 1981.
- У кого на башмаках есть пыль людских дорог. Рассказы // Литературная Россия. — 1981. — № 37. -С.16-17.
- Букет для Бабановой // М. Туровская. Бабанова. Легенда и биография. — М., 1980. — С. 270—271.
- Возвращение мастера / / Литературная Россия. — 1982. — № 48. — С. 11.
- За синими раками. Рассказы // Литературная Россия. — 1983. — № 11. — С. 16.
- Дорога. «Я помню…» // Октябрь. — 1983. — № 4. — С. 151—152.
- «Есть у стихов надежная основа», «Шекспир». Стихи // Московский университет. — 1984. — № 6. — С. 4.
- Окраина. Целина и др. стихи / / Поэзия. — 1985. — № 40. — С. 54-56.
- «Там оркестр играл…» и др. стихи // Юность. — 1985. — № 11. — С. 75.
- Ars poetica. Рассказы // Детская литература. — 1986. — № 5. — С. 38-40.
- В двух шагах от дома. Повесть / / Пионер. — 1986. — № 6. — С. 17-24.
- Первоцелинники // День поэзии. — М., 1987. — С. 93.
- Новоселье. Рассказы и повести. — М., Детская литература, 1989. — 144 с. Архивная копия от 4 марта 2016 на Wayback Machine
- Собиратель трав // Согласие. — 1991. — № 5. — С. 129—132 Архивная копия от 7 мая 2016 на Wayback Machine

### Воспоминания
- Из книги невидимой // В. А. Фаворский. Воспоминания о художнике. — М., 1990. — С. 265—275.
- «На улице Жуковской…» // Воспоминания об Анне Ахматовой. — М., 1991. — С. 404—419.
- «Где воздух синь…» // Воспоминания о Борисе Пастернаке. — М., 1993. — С. 536—547.
- Улисс // Столица. — 1993. — № 30.
- Диотима // Вопросы литературы. — 1993. — № 6. — С. 231—255.
- Борис Слуцкий и др. стихи // Огонек. — 1993. — № 16. — С. 21.
- «С пеньем свечи зажгите…» // Новый мир. — 1994. — № 8.
- Воспоминания // Инапресс. — СПб., 2000. Архивная копия от 1 июля 2016 на Wayback Machine

## Аудиолекции
- Литературный триумвират
- А. С. Пушкин
- Романтизм
- П. А. Вяземский. «Газетная поэзия»
- Н. В. Гоголь
- Западники и славянофилы
- А. В. Кольцов
- М. Ю. Лермонтов; Н. В. Гоголь Архивная копия от 14 апреля 2015 на Wayback Machine
- Лирика А. С. Пушкина
- Натуральная школа
- Не понимаемый никем
- Неистовые романтики Архивная копия от 14 апреля 2015 на Wayback Machine
- Поздние романтики. Воцарение Николая I
- Николай I. Партия официальной народности
- Университетские кружки
- Н. М. Языков. «Возвращение на родину»
- Запись радиопередачи «Ахматовские страницы» с участием Э. Г. Бабаева Архивная копия от 14 апреля 2015 на Wayback Machine

В данный момент ведётся работа по оцифровке наследия Эдуарда Григорьевича.

## Галерея

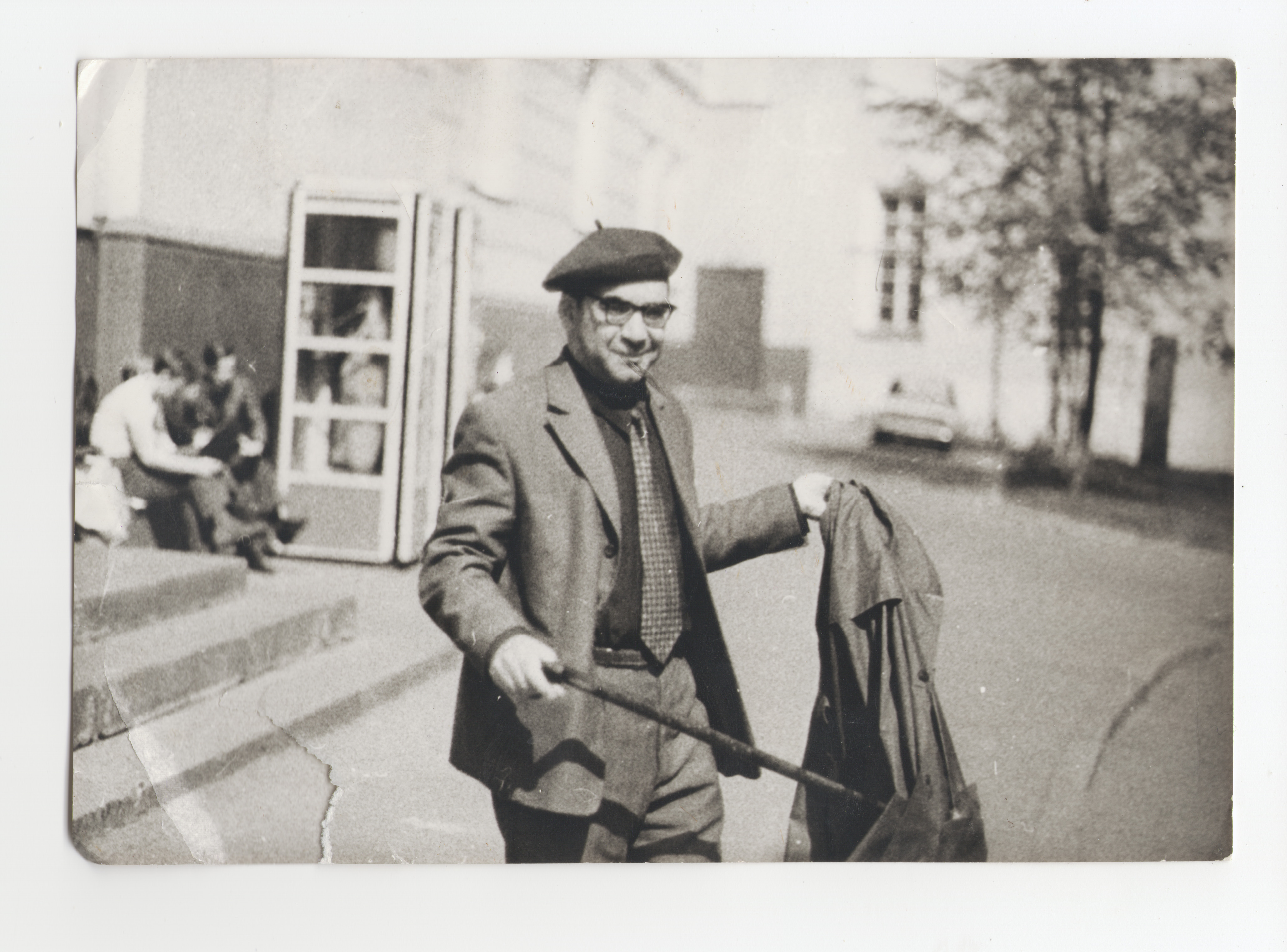
Эдуард Григорьевич Бабаев у входа на факультет журналистики МГУ
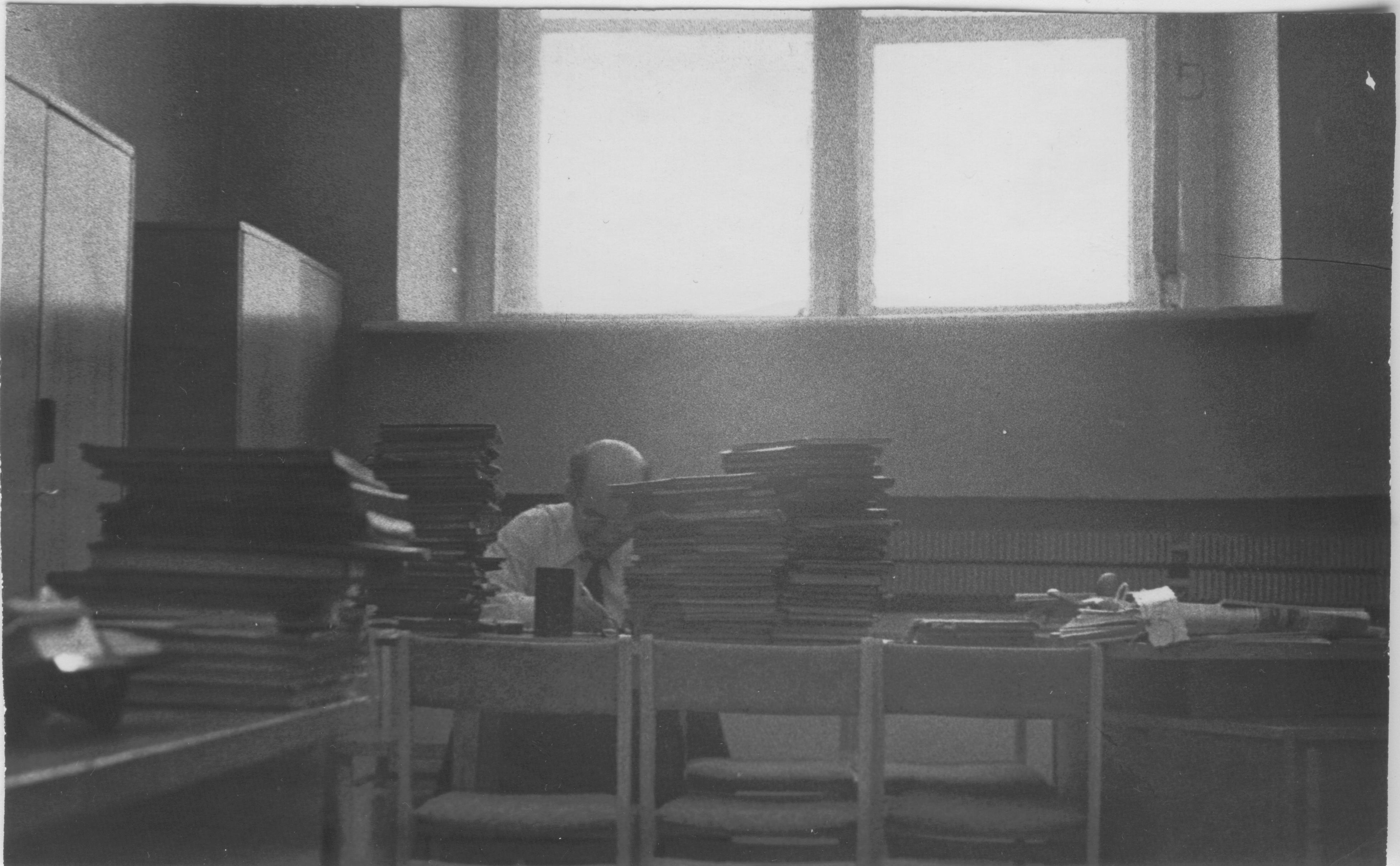
Эдуард Григорьевич Бабаев за работой на факультете журналистики МГУ, 1981
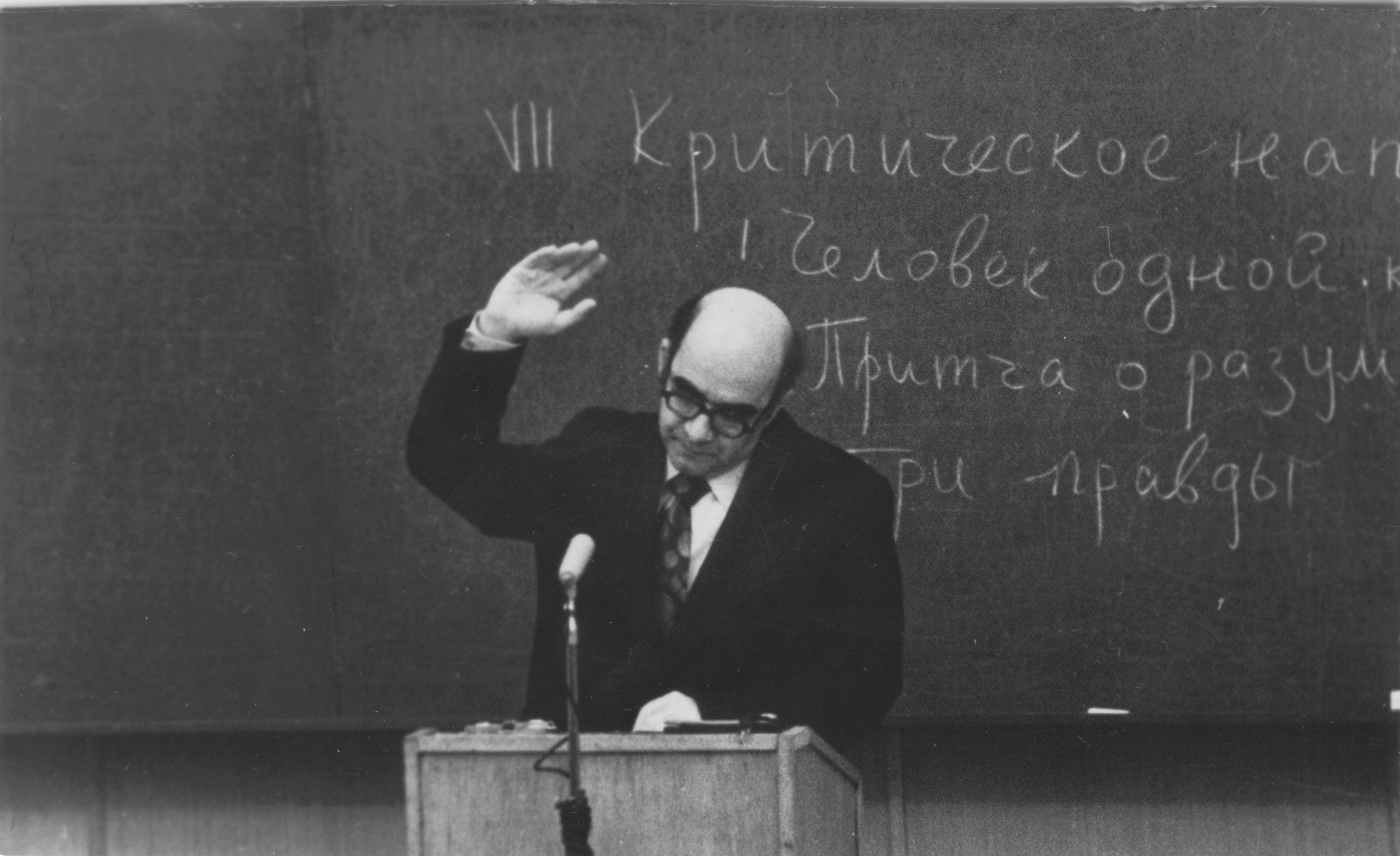
Эдуард Григорьевич Бабаев читает лекцию на факультете журналистики МГУ, 1980
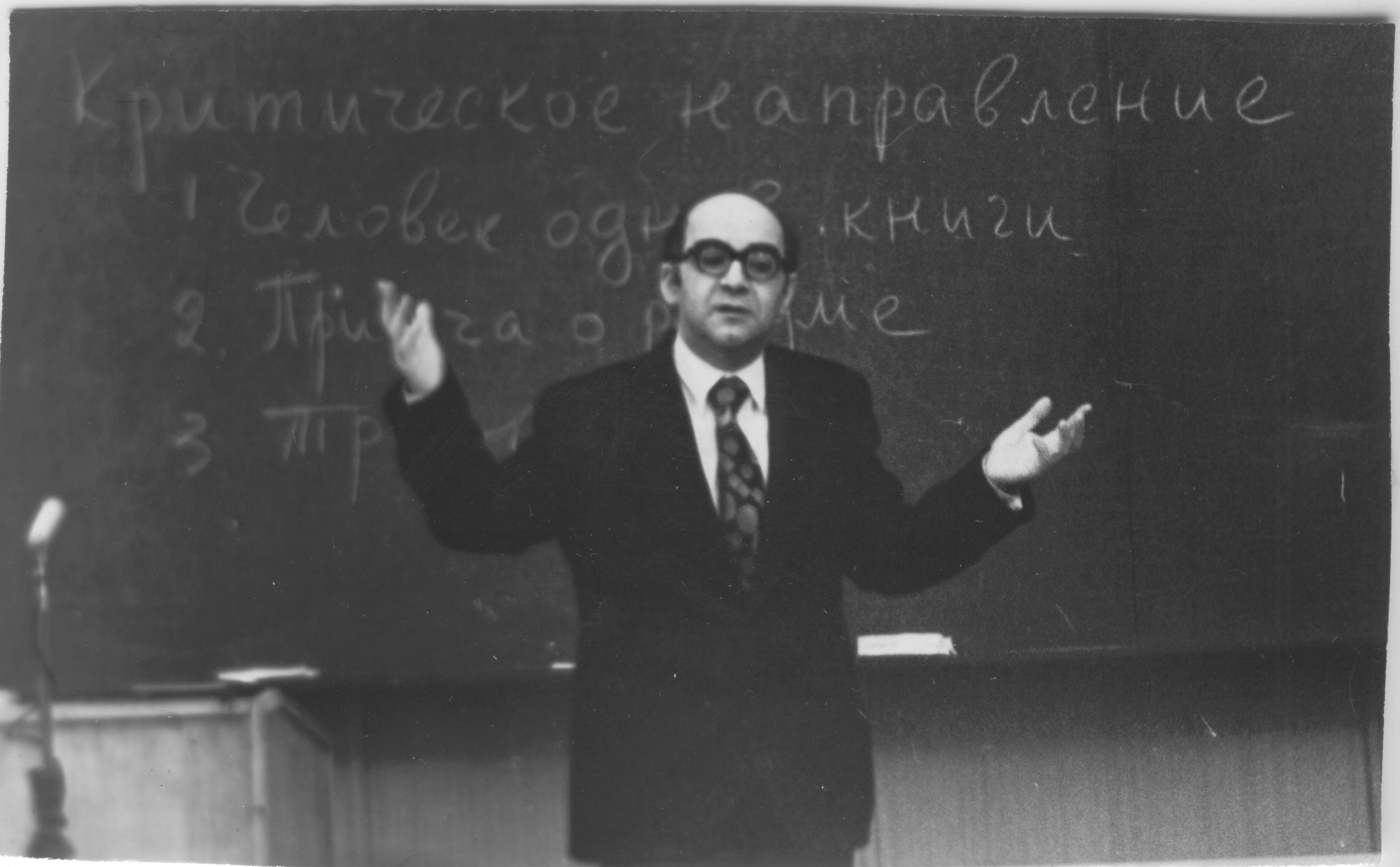
Эдуард Григорьевич Бабаев читает лекцию на факультете журналистики МГУ, 1980
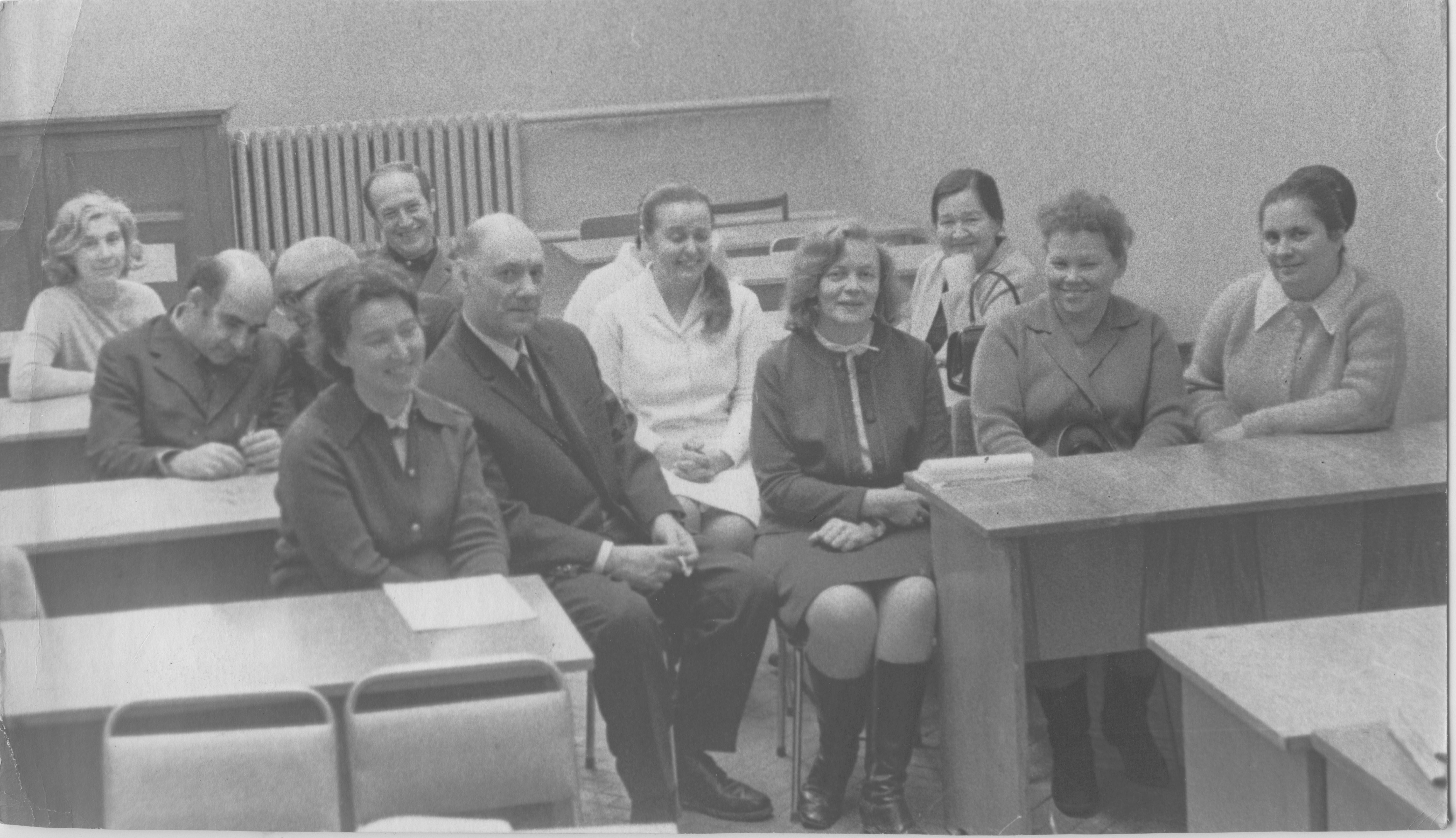
Эдуард Григорьевич Бабаев (второй слева) на кафедре русской литературы факультета журналистики МГУ